# 大伴旅人
大伴旅人（日语：／ Ōtomo no Tabito */?，665年—731年）是日本奈良時代初期的政治家、歌人。父親是大伴安麻呂，母親是巨勢郎女。兒子中包括有名的大伴家持。一樣知名的萬葉歌人大伴坂上郎女為其異母妹。
718年（養老2年）任中納言。720年（養老4年）成為山背攝官，之後以征隼人持節大将軍的身份鎮壓了隼人叛亂。神龜年間（724年－729年），他以大宰帥的身份至九州的大宰府赴任，與山上憶良共同形成了「筑紫歌壇」。730年（天平2年）被任命為大納言而回京，翌731年（天平3年）升格至正二位，不久後病逝。政治上被視為長屋王派。
其漢詩被收入漢詩集《懷風藻》，《萬葉集》中也選錄了他的和歌78首，和歌中的大部分都是他任大宰帥以後所作。
2019年4月1日公佈的日本候任天皇德仁的年號「令和」即來自他的作品。「令和」的直接來源是日本古代詩歌總集《萬葉集·卷五·梅花歌卅二首·並序》收錄大伴旅人的漢文序言部分：「於時初春令月，氣淑風和，梅披鏡前之粉，蘭薰珮後之香。」